# Société chimique des usines du Rhône
La Société chimique des usines du Rhône (SCUR) est une entreprise française de production industrielle de chimie fine et de colorants, surtout connue pour avoir été à l'origine, avec les établissements Poulenc frères, du groupe Rhône-Poulenc.

## Histoire
En 1869, l'entreprise Gilliard, Monnet et Cartier entame la production d'un colorant, la fuchsine, puis se développe dans le domaine de la chimie pour devenir, le 15 juillet 1895, une société anonyme, la Société chimique des usines du Rhône. Prosper Monnet a fait fortune en produisant industriellement de la vanilline, composant majeur de l'arôme naturel de vanille,.
Alors qu'au début des années 1900, elle a failli sombrer, victime de la concurrence de BASF sur l'indigo synthétique, c'est finalement la Société chimique des usines du Rhône qui absorbe en 1928 les établissements Poulenc frères, grâce à une croissance de 4,95 % par an contre 4,8 %, deux rythmes supérieurs à ceux de l'industrie la société-cible, issue de la société Veuve Poulenc et fils (1878), pour donner la Société des usines chimiques Rhône-Poulenc (S.U.C.R.P.) qui deviendra elle-même la holding Rhône-Poulenc S.A. en 1961,. 
Une première fusion a été rejetée en avril 1927 en raison de son coût fiscal, évalué à 24 millions de francs, observe la presse de l'époque et dès 1904, c'étaient les parisiens des établissements Poulenc frères qui envisageaient d'acheter les lyonnais de la Société chimique des usines du Rhône. 
Albert Buisson fait du lobbying pour l'adoption de la loi du 19 mars 1928, qui divise par deux le droit fiscal d'apport sur les actifs en cas d'acquisition ou de fusion.